# 高尼亞烏帕齊拉
高尼亞是孟加拉國的一個烏帕齊拉，位於朗布爾專區的朗布爾縣。

## 人口
高尼亞烏帕齊拉共有戶數35487戶。據1991年孟加拉國人口普查，該地共有人口184997人，其中男性佔比51.26%，女性48.74%；成年人口88987人。該地7歲以上人口之平均識字率為22.7%，低於全國平均值（32.4%）。